# Ochędzyn (gromada)
Ochędzyn – dawna gromada, czyli najmniejsza jednostka podziału terytorialnego Polskiej Rzeczypospolitej Ludowej w latach 1954–1972.
Gromady, z gromadzkimi radami narodowymi (GRN) jako organami władzy najniższego stopnia na wsi, funkcjonowały od reformy reorganizującej administrację wiejską przeprowadzonej jesienią 1954 do momentu ich zniesienia z dniem 1 stycznia 1973, tym samym wypierając organizację gminną w latach 1954–1972.
Gromadę Ochędzyn siedzibą GRN w Ochędzynie (obecnie są to dwie wsie: Stary Ochędzyn i Nowy Ochędzyn) utworzono – jako jedną z 8759 gromad na obszarze Polski – w powiecie wieluńskim w woj. łódzkim, na mocy uchwały nr 40/54 WRN w Łodzi z dnia 4 października 1954. W skład jednostki weszły obszary dotychczasowych gromad Kopaniny i Ochędzyn ze zniesionej gminy Sokolniki w tymże powiecie.
13 listopada 1954 (po pięciu tygodniach) gromada weszła w skład nowo utworzonego powiatu wieruszowskiego w tymże województwie, gdzie ustalono dla niej 12 członków gromadzkiej rady narodowej.
31 grudnia 1959 z gromady Ochędzyn wyłączono wieś i kolonię Kopaniny włączając je do gromady Sokolniki, po czym gromadę Ochędzyn zniesiono, a jej (pozostały) obszar włączono do nowo utworzonej gromady Chobanin.